# Со (кана)
そ в хирагане и ソ в катакане — символы японской каны, используемые для записи ровно одной моры. В системе Поливанова записывается кириллицей: «со», в международном фонетическом алфавите звучание записывается: /so/. В современном японском языке находится на пятнадцатом месте в слоговой азбуке, после せ и перед た.

## Происхождение
そ и ソ появились в результате упрощённого написания кандзи 曾.

## Написание
|  |  |

Знак хираганы «そ» записывается с помощью одного штриха:
1. сначала штрих пишется слева направо,потом вниз и влево пишется линия длиной чуть больше предыдущей, затем пишется линия слева направо примерно в 2 раза длиннее первой, и наконец загнутая линия вниз и направо;

Знак катаканы «ソ» записывается с помощью двух штрихов:
1. верхний штрих пишется вниз под небольшим углом
2. второй штрих начинается справа вверху и его изогнутая линия идет вниз и влево.

## Коды символов вкодировках
- Юникод:
  - そ: U+305D,
  - ソ: U+30BD.